# Mitsubishi A5M
El Mitsubishi A5M fue un caza japonés con base en portaaviones. Fue el primer monoplano embarcado del mundo, y el antecesor del famoso Mitsubishi A6M Zero. Los aliados le dieron el nombre en clave “Claude”. La designación oficial de la Armada Imperial de Japón fue “Caza Embarcado Tipo 96” (九六式艦上戦闘機).

## Diseño y desarrollo
En febrero de 1934, el Kaigun Koku Hombu (Cuartel General del Aire de la Marina Imperial Japonesa) emitió la especificación 9-Shi solicitando un caza monoplaza capaz de cumplir los siguientes requerimientos: (1) velocidad máxima no inferior a 350 km/h (217mph) a 3.000m (9.840 pies); (2) subida a una altitud de 5.000 m (16,400 pies) en 6 minutos 30 segundos; (3) envergadura y longitud inferior a 11 y 8 m respectivamente, y (4) armamento de dos ametralladoras de 7.7 mm. A estas especificaciones, respondieron Mitsubishi y Nakajima. Aunque el pliego de requerimientos solicitaba solo un caza y no específicamente embarcado, las condiciones dimensionales evidenciaban que se trataba de un sustituto para el Caza Embarcado Tipo 90 Nakajima A2N por entonces en servicio a bordo de los cuatro portaviones, Akagi , Hōshō , Kaga y Ryujo .
Específicamente, la velocidad máxima exigida al nuevo caza excedía la del Nakajima A2N 1 en casi un 20%. Más aún, la dureza de este requerimiento se hace más evidente cuando se recuerda que la velocidad máxima de los cazas embarcados contemporáneos en servicio en otras marinas variaba desde los 227 km/h del Wib.74 de la Aéronavale francesa, pasando por los 314 km/h del Hawker Nimrod Mk II del Arma Aérea de la Flota británica, a los 333 km/h del también biplano Grumman FF-1 de la US Navy.
Sin amedrentarse por este desafío, la Mitsubishi Jukogyo K.K. (Industrias Pesadas Mitsubishi S.L.) asignó en reto de diseñar el nuevo avión al equipo liderado por Jirō Horikoshi, un brillante ingeniero de treinta y un años de edad que posteriormente, diseñaría el famoso A6M Zero. Había acabado sus estudios académicos en el Departamento de Aeronáutica de la Universidad de Tokio y adquirido experiencia práctica durante su estancia en diversas factorías británicas, francesas, alemanas y estadounidenses. Impresionado durante tales visitas por la limpia apariencia de los cazas metálicos diseñados por Emile Dewoitine , Horikoshi adoptó un tipo similar de estructuras básica para el caza 9-Shi.
El diseño resultante, designado Ka-14 por Mitsubishi, era un aparato muy limpio, totalmente metálico de ala baja, con perfil en forma de alas de gaviota invertida , tren de aterrizaje fijo carenado, cabina abierta y armado con las ametralladoras requeridas instaladas sobre el capó; dicho perfil alar fue elegido para mejorar sus capacidades (estimándose en solo un 3% la pérdida de velocidad máxima) al plantearse que con el uso del gancho de apontaje, no era necesario incrementar el peso con el añadido de un tren de aterrizaje retráctil. El primer prototipo, usaba un motor radial de 9 cilindros Nakajima Kotobuki 5 con una potencia de 550 cv al despegue y 600 cv a 3100 m que accionaba una hélice bipala por medio de un engranaje reductor. De hecho se trataba de una versión construida con licencia de motor Bristol Jupiter. 
Volado por vez primera desde Kagamigahara el 4 de febrero de 1935. El K-14 sobrepaso las especificaciones de la Armada Imperial Japonesa, con una velocidad máxima de 449 km/h (279 mph), superando las exigencias del pliego de condiciones en un 28%. Más aún, el K-14 estableció un nuevo estándar mundial que no fue igualado hasta casi tres años después, cuando comenzaron en Estados Unidos las pruebas del Grumman F4F -2 y el Brewster F2A Buffalo -1. 
Las características de vuelo se encontraron sin embargo insatisfactorias, al sufrir el aparato de oscilaciones de cabeceo en vuelo y de sustentación excesiva en la aproximación. Su motor con reductor se mostró también poco seguro por lo que el segundo K-14 fue equipado con un motor Kotobuki 3 sin reductor, al tiempo que se le dotó de un ala con sección central plana, diedro reducido en las secciones externas y flaps escindidos en el borde de fuga. 
Tras vencer la resistencia inicial de los pilotos, que preferían la demostrada maniobrabilidad de los biplanos, el K-14 modificado venció fácilmente a su competidor de Nakajima (un monoplano de alas arriostradas) en la competición 9-Shi. Se construyeron otros cuatro prototipos para la Marina Imperial Japonesa, que fueron utilizados para evaluar distintas plantas motrices, y otros tres para el Ejército Imperial Japonés. El Ki-18 fue un aeroplano especial para evaluación por el Ejército; mientras este demostraba unas capacidades similares al aparato de la armada y que sorprendiera que fuera más rápido que el caza que usaba en esos momentos la Fuerza Aérea del Ejército Imperial, el biplano Kawasaki Ki-10, el Ki-18 fue rechazado porque su maniobrabilidad, era inferior al Kawasaki, pero simultáneamente, el ejército, emitió entonces unas especificaciones para un caza avanzado que reemplazara al Ki-10. Mitsubishi, que estaba ocupada transformando el Ka-14 en el A5M, envió un proyecto con leves cambios en el avión, el 'Ki-33', que fue derrotado por Nakajima, que competía con el Nakajima Ki-27.
A finales de 1936 la Marina Imperial Japonesa concluyó su evaluación y el caza Mitsubishi entró en producción como Caza Embarcado Tipo 96 Modelo 1 o A5M1. La primera versión era similar básicamente al segundo prototipo K-14, pero estaba propulsada por un motorNakajima Kotobuki 2 Kai-ko , de 580 cv al despegue y 630 cv a 1.500 m, carenado con anillo Townend de cuerda más ancha. El peso bruto había aumentado ligeramente, principalmente como resultado del incremento en la capacidad interna de combustible, que pasó de 200 a 330 litros y, consecuentemente, las prestaciones se redujeron marginalmente.
Tras haberse construido solo 75 A5M1, incluyendo un avión experimental armado con dos cañones Oerlikon FF de 20 mm, la producción en la factoría de Mitsubishi en Nagoya cambió al A5M2 (redesignado A5M2-ko tras la aparición de una subvariante posterior). Con la designación completa de Caza Embarcado Tipo 96 Modelo 2, esta versión estaba propulsada por un Kotobuki 2 KAI 3ko más potente, capaz de 610 cv al despegue y 690 cv a 3.252 m que accionaba una hélice tripala. Al mismo tiempo se adoptó un capó anular de cuerda mayor y se incrementó ligeramente la sección del fuselaje.
Las operaciones de invierno en China hicieron aconsejable la introducción de una cubierta deslizable hacia atrás que cerrara la cabina del piloto y junto con otras mejoras de la célula, tal modificación dio lugar al Caza Embarcado Tipo 96 Modelo 2-2 A5M2-otsu.
No obstante como la cabina cerrada no fue del agrado de los pilotos, la cubierta deslizable fue desmontada en las unidades de primera línea mientras que los cazas A5M2-otsu de producción posterior se entregaron sin ella pero con la sección trasera del fuselaje revisada. La intensidad creciente de las operaciones bélicas y el éxito obtenido por el A5M indujeron a un incremento de la producción que excedía las capacidades de Mitsubishi, por lo que el Dai-Nijuichi Kaigun Kokusho (21.er Arsenal Aeronaval) de Omura , Sasebo, abrió una línea de montaje que produjo 161 A5M2-otsu y A5M4, así como otros 103 A5M4K de entrenamiento.
En febrero de 1935, al tiempo que el primer K-14 iniciaba sus vuelos de prueba, la Marina y el Ejército adquirieron sendos Dewoitine D.510 J para evaluación. El interés en este caza monoplano francés se centraba en su planta motriz, un motor lineal refrigerado por agua Hispano-Suiza 12Yrs con un cañón Hispano-Suiza HS.9 de 20 mm que disparaba a través del buje de la hélice. Durante las pruebas en Japón, el D.510J demostró ser más lento (383 km/h comparados con los 406 del modelo japonés) y menos maniobrable que el A5M1. No obstante la Armada dio instrucciones a Mitsubishi para completar dos prototipos A5M3 equipados con un moteur canon similar. Este experimento no tuvo mucho éxito, ya que el motor francés con su cañón interno, era bastante más pesado que el radial Kotobuki, por lo que el centro de gravedad del A5M3 quedó excesivamente adelantado.

### Variante final
La versión final de producción del ágil caza de Mitsubishi fue la A5M4, construida en dos subvariantes en las líneas de Nagoya y el Dai-Nijuichi Kaigun Kokusho, así como un tercer fabricante, Watanabe, en Fukuoka, en la isla de Kyūshū. El Caza Embarcado Tipo 96 Modelo 2-4 difería principalmente del anterior A5M2-otsu al ser propulsado por un motor Kotobuki 41 de 710 cv al despegue y 785 cv a 3.000 m, mientras que el Modelo 3-4 estaba propulsado por un Kotobuki 41 KAI de potencia similar. Ambas subvariantes del A5M4 estaban equipadas con radioteléfono y llevaban un depósito de combustible de capacidad aumentada. La producción del A5M4 finalizó en Mitsubishi en 1.940, en el Arsenal en 1941 y en Watanabe en 1942.
Tras sustituir progresivamente a los A5M2 en las unidades de primera línea que luchaban en China, el A5M4 fue asimismo destinado a su sustitución al aparecer sobre la zona de combate el Mitsubishi A6M Zero, en septiembre de 1940. No obstante, como las entregas anteriores a diciembre de 1941 del A6M2 habían sido insuficientes para proporcionar el completo reequipamiento de todas las unidades de primera línea, la Marina Imperial destinó 85 A5M4 a la ofensiva contra los Aliados. Cuarenta y nueve de estos aviones se encontraban embarcados en los portaaviones Hōshō , Ryūjō y el Zuihō, mientras que otros treinta y seis estaban encuadrados en tres kokutai con base en tierra.
La versión de entrenamiento, el A5M4-K también fue construida, con un total de 103 ejemplares. Estaba equipado con carlingas gemelas y mando de control dual y permaneció en servicio como entrenador de pilotos de caza cuando los A5M ya habían sido retirados de las unidades de primera línea de combate.
Se fabricaron 788 aparatos por Mitsubishi. 39 por Watanabe y 264 por el Arsenal Aeronaval de Omura.

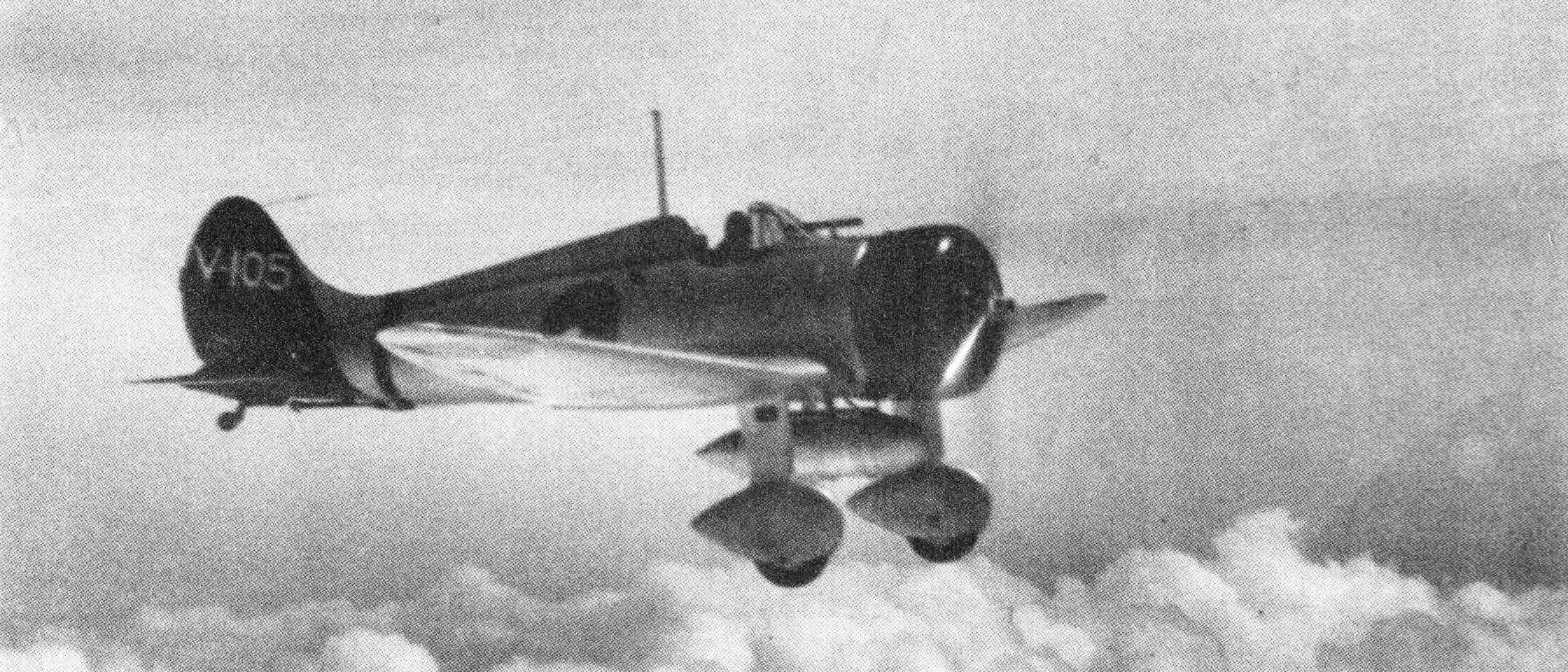
A5M del portaaviones Akagi en pleno vuelo

La principal contribución de los A5M4 a las operaciones de la II Guerra Mundial la efectuaron los aviones del Ryujo, en apoyo del desembarco en Mindanao , Filipinas. Otros aparatos actuaron sobre Malaya, el golfo de Bengala, las Indias Orientales neerlandesas y Nueva Bretaña . Finalmente la última acción del A5M como caza, tuvo lugar en la Batalla del Mar del Coral el 7 de mayo de 1942, cuando dos A5M y cuatro A6M del portaaviones japonés Shōhō lucharon contra aviones estadounidenses que lograron hundir su portaaviones.
Desde entonces los A5M fueron relegados a unidades de entrenamiento en territorio metropolitano, permaneciendo en tales actividades hasta las últimas semanas de la guerra, cuando unos cuantos fueron empleados en ataques kamikaze contra buques aliados en aguas japonesas.
Al se retirados de las unidades de primera línea, la Sección de Material del Directorio de Inteligencia de las Fuerzas Aéreas Aliadas, Área del Pacífico Suroriental, se encontraba a punto de completar un sistema de código de identificación de los aviones japoneses en el que un avión que ya no representaría ninguna amenaza para los Aliados, recibía dos nombres de código: Claude que identificaba al A5M, y Sandy, aplicado a "un monoplaza de caza, con tren de aterrizaje carenado, cabina abierta y alas de gaviota invertida". Obviamente nunca se encontró un "Sandy" en combate y el único avión japonés que correspondía a esta descripción era el prototipo original K-14, que hacía tiempo que había resultado destruido en pruebas estructurales.

## Versiones
Ka-14
primer prototipo Para La Marina Imperial japonesa con alas de gaviota invertida y motor radial Nakajima Kotobuki 5; otros cinco prototipos con sección central recta y diedro positivo en las secciones externas de los planos con motores Nakajima Kotobuki 3, Nakajima Hikari 1; Mitsubishi A-8 o A-9 , dos ametralladoras de 7,7 mm
K-18
un prototipo para el Ejército Imperial Japonés con motor radial Nakajima Kotobuki 5 y célula similar al segundo K-14
K-33
dos prototipos adicionales para el ejército con células de A5M2-ko, cabina parcialmente cerrada y motor Nakajima Ha-1-ko radial
A5M1
primer modelo de producción para la Marina fabricado por Mitsubishi, con célula similar al segundo prototipo K-14; motor radial Nakajima Kotobuki 2 KAI-ko de 585 cv y hélice bipala
A5M1-ko
un A5M1 modificado y equipado con dos cañones Oerlikon FF de 20 mm
A5M2/2-ko
Modelo 21: segunda versión de producción construida por Mitsubishi con motor radial Nakajima Kotobuki 2 Kai-3ko de 610 cv, hélice tripala y espina dorsal más ancha
A5M2-otsu
Modelo 22: tercera versión de producción construida por Mitsubishi y el 21.er Arsenal Aeronaval, con motor radial Kotobuki 3 de 640 cv y hélice tripala; los primeros 124 con cabina cerrada, posteriores ejemplares con cabina abierta
A5M3-ko
dos aviones experimentales con motor francés Hispano-Suiza 12Xcrs de 601 cv refrigerado por líquido, hélice tripala y cañón hispano Suiza Hs.9 de 20 mm en el motor.
A5M4
Modelo 24 (ex Modelo 4): El A5M2-otsu con diferente motor, carlinga cerrada, capacidad de portar tanque desechable de combustible. El último modelo de producción (Modelo 34) equipado con motor Kotobuki 41 KAI y equipado durante la producción con soportes y conductos para un depósito lanzable de 160 o 210 litros
780 aparatos construidos por Mitsubishi. 39 por Watanabe, 161 fabricados por el Arsenal Aeronaval de Omura .
A5M4-k
versión biplaza de entrenamiento de caza similar al A5M4 pero con una segunda cabina trasera; 103 aparatos construidos por el 21.er Arsenal Naval de Omura .
Producción total (todas las versiones): 1.091 ejemplares

## Historia operacional

### Proezas ignoradas
El A5M1 voló su primera salida de combate el 22 de agosto de 1937, 15 días después del estallido del segundo conflicto chino-japonés, cuando dos aparatos del portaaviones Kaga efectuaron una misión sobre territorio continental. Pocos días después, el 4 de septiembre, el Caza Embarcado Tipo 96 obtenía sus primeras victorias derribando tres Curtiss Hawk II y Hawk III de las fuerzas aéreas chinas sobre el lago Duke. Fueron sin embargo las unidades con base en tierra, los Kokutai (cuerpos aéreos) nos. 12 y 13, los que establecieron el envidiable palmarés de combate del A5M. Incomprensiblemente la aparición de este soberbio caza pasó inadvertida en Europa y Estados Unidos, y los futuros Aliados, ignorantes de esta demostración del poderío aéreo japonés, no modificaron sus planes para una eventual guerra contra Japón.
Al crecer la tensión en Europa durante la crisis de septiembre de 1938 y los acontecimientos posteriores que condujeron a la guerra un año después, el conflicto chino-japonés permaneció inadvertido para las potencias occidentales. En aquellas lejanas tierras se producían no obstante acontecimientos que deberían haber alertado a las autoridades correspondiente: los japoneses, inferiores en número, obtenían victoria tras victoria, gracias sobre todo a la excelencia de sus aviones y tripulaciones.
Principalmente los A5M2, y después los A5M4, consiguieron un notable grado de superioridad aérea sobre la variopinta colección de cazas utilizados por los chinos. Además de sus destacamentos intermitentes desde portaaviones, los A5M sirvieron con los Kokutai nos. 12, 13 (hasta abril de 1938), 14 (desde abril de 1938), 15 (desde julio de 1938), Genzan (desde abril de 1941) y 1 (desde septiembre de 1941).
La Armada Imperial declaró haber obtenido una relación de victorias/pérdidas de 11 a 1 de promedio. En el proceso, los A5M no solo demostraron poder derrotar fácilmente a los obsoletos monoplanos Boeing 281 (versión de exportación del Boeing P-26 A) y los biplanos Curtiss Hawk II y Curtiss Hawk III sino que también se enfrentaron con oponentes más duros, como los biplanos Gloster Gladiator Mk I y Polikarpov I-152 y contra los coriáceos Polikarpov I-16. Además el A5M demostró ser capaz de soportar considerable daño de combate. Siete pilotos de A5M se convirtieron en ases durante el conflicto, con el teniente Tetsuzo Iwamoto a la cabeza, al que se le acreditaron 14 derribos.
Los chinos fueron obligados a retirar su fuerza aérea para evitar pérdidas excesivas pero aun así conservaban suficientes aviones para lanzar ofensivas limitadas en tiempo y lugar de su elección, por lo que los japoneses trasladaron sus aviones a aeródromos avanzados construidos con urgencia. Más importante fue sin embargo el convencimiento de la Marina Imperial de que eran imprescindibles depósitos auxiliares lanzables de mayor capacidad en sustitución de los pequeños y aerodinámicos depósitos de los A5M1 y primeros A5M2 por cilíndricos de 160 y posteriormente 210 litros. Este avance que también paso inadvertido, colocó a la Marina Imperial en posición de efectuar operaciones de caza de largo alcance, factor de enorme importancia estratégica demostrada al extenderse la guerra a los enormes espacios del Pacífico.

## Especificaciones técnicas (A5M4)
Referencia datos: The Concise Guide to Axis Aircraft of World War II

### Características generales
- Tripulación: Uno (piloto)
- Longitud: 7,55 m
- Envergadura: 11,0 m
- Altura: 3,20 m
- Superficie alar: 17,8 m²
- Peso vacío: 1216 kg
- Peso cargado: 1705 kg
- Peso máximo al despegue: 1822 kg[10]
- Planta motriz: 1× Nakajima Kotobuki 41, radial de 9 cilindros refrigerado por aire.
  - Potencia: 577 kW (774 HP; 785 CV) a 3000 m (9840 pies)

### Rendimiento
- Velocidad nunca excedida (Vne): 440 km/h a 3000 m (9840 pies)[10]
- Alcance: 1200 km (648 nmi; 746 mi)
- Techo de vuelo: 9800 m (32 152 ft)
- Régimen de ascenso: 14,1 m/s (2790 pies/min)
- Carga alar: 95,69 kg/m² (19,6 lb/ft²)
- Potencia/peso: 0,34 kW/kg (0,21 hp/lb)

### Armamento
- Ametralladoras: 

  - 2x Tipo 89 de 7,70 mm montadas en el fuselaje.
- Bombas: 

  - 2 de 30 kg.

### Desarrollos relacionados
- Mitsubishi Ki-18
- Mitsubishi Ki-33
- Mitsubishi A6M Zero
- Mitsubishi J2M
- Mitsubishi A7M

### Aeronaves similares
- Polikarpov I-16
- Boeing P-26 Peashooter
- Nakajima Ki-27

### Listas relacionadas
- Anexo:Cazas de la Segunda Guerra Mundial